# Pippi Långstrump (serie de televisión)
Pippi Långstrump (en España, Pippi Calzaslargas) fue una serie de televisión sueca de 1969 basada en las aventuras de Pippi, niña protagonista de las novelas de la escritora sueca Astrid Lindgren. La serie se rodó en 1968 y consta de trece episodios, el primero de ellos se emitió en la SVT (televisión pública sueca) el 8 de febrero de 1969.
Todos los episodios de la serie están rodados en la isla de Gotland (Suecia), la mayor isla del mar Báltico. La protagonista, Pippi Calzaslargas, está interpretada por la actriz sueca Inger Nilsson. La serie fue un éxito mundial y ha sido retransmitida en diferentes cadenas de televisión.

## Argumento
La serie toma su nombre de la niña protagonista, cuyo nombre completo es Pippilotta Viktualia Rullgardina Succiamenta Efraisilla Calzaslargas (Pippilotta Viktualia Rullgardina Krusmynta Efraimsdotter Långstrump en la versión sueca original). Es la historia de una niña que desde el primer episodio se va a vivir al pequeño pueblo de Visby en la isla sueca de Gotland, dentro de una gran casa, de la que es heredera Villa Kunterbunt (Villa Villekulla en su versión original), con la única compañía de un caballo blanco y negro llamado Pequeño Tío y un monito llamado Mr. Nilsson que recogió en las islas de los Mares del Sur, cuando aún estaba recorriendo el mundo. Pippi es la hija del viudo y honesto pirata Efraim Långstrump , capitán del Saltamatta, un barco pirata que navega a menudo por los mares del Sur y también es el rey de la isla ficticia de Taka Tuka, en el Cuerno de África. Pippi posee una fuerza sobrehumana y también una gran humanidad que demuestra en una generosidad desmedida hacia los demás, especialmente cuando paga los gastos con las monedas de oro que le envía su padre. Los protagonistas de la serie de televisión, además de Pippi, son los hermanos Tommy y Annika, que viven no muy lejos de Pippi. 

## Banda sonora
La sintonía principal de la serie Aquí viene Pippi Calzaslargas, (Har kommer Pippi Långstrump) fue compuesta por Jan Johansson. Con letra de la autora de la serie Astrid Lindgren y cantada por la joven protagonista de la serie Inger Nilsson, sería una de las últimas obras de Johansson.

## Emisión internacional
La serie fue exportada, convirtiéndose en uno de los mayores éxitos de la televisión sueca a nivel internacional:
- Países Bajos, 5 de octubre de 1969
- Finlandia, 11 de octubre de 1969
- Dinamarca, 20 de diciembre de 1969
- Italia (Rai 1), 6 de septiembre de 1970
- Francia, (Première chaîne de l'ORTF), 1 de abril de 1971
- Alemania (Das Erste, ARD), 31 de octubre de 1971
- Polonia, 1975
- España (TVE), 9 de noviembre de 1974

### La serie en España
Bajo el título de Pippi Calzaslargas (inicialmente se había traducido como Pippi Mediaslargas, modificado por decisión de la censura), se estrenó en España el 9 de noviembre de 1974 en La 1 de Televisión Española, convirtiéndose en un auténtico fenómeno social. En este país, generó gran cantidad de merchandising incluyendo muñecas, cromos, disfraces, tebeos, etc. La emisión en antena de 1974 no fue la única y Televisión Española retransmitió algunas reposiciones, como la de 1979 o la de 1987. También la emitió Antena 3 televisión a finales de la década de 1990, en el programa Club Megatrix. En 1998 salió la serie en VHS y posteriormente en DVD.

## Episodios
- 01: Pippi se instala en Villa Kunterbunt
- 02: Pippi va de compras
- 03: Pippi va a una fiesta
- 04: Pippi va de excursión
- 05: Pippi recibe una extraña visita
- 06: Pippi va al parque de atracciones
- 07: Pippi y las primeras nieves
- 08: La navidad de Pippi
- 09: Pippi y el Spunk
- 10: Pippi va en globo
- 11: Pippi va a una isla solitaria
- 12: Pippi se marcha de Villa Kunterbunt
- 13: Pippi embarca en el Hoppetosse

Posteriormente, en 1970, se rodaron dos películas de 94 y 99 minutos, que se dividieron en cuatro partes cada una de ellas para su emisión en televisión: 
- Pippi y los piratas (Pippi Långstrump på de sju haven)
- Viaje en tren (På rymmen med Pippi Långstrump)

## Reparto
| Personajes                         | Actores Suecia   | Dobladores España           |
| ---------------------------------- | ---------------- | --------------------------- |
| Pippi Calzaslargas                 | Inger Nilsson    | María Dolores Gispert Guart |
| Annika Settergren                  | Maria Persson    | Luisita Soler               |
| Tommy Settergren                   | Pär Sundberg     | Julia Gallego               |
| Miss Prysselius                    | Margot Trooger   | María Jesús Lleonart        |
| Kling                              | Ulf G. Johnsson  | Miguel Ángel Valdivieso     |
| Klang                              | Göthe Grefbo     | Joaquín Díaz                |
| Dunder-Karlsson                    | Hans Clarin      | Antonio García Moral        |
| Blom                               | Paul Esser       | Rafael Luis Calvo           |
| Señora Settergren                  | Öllegård Wellton | Elsa Fábregas               |
| Señor Settergren                   | Fredrik Ohlsson  | Constantino Romero          |
| Efraim Langstrump (padre de Pippi) | Beppe Wolgers    | Felipe Peña                 |